# Scopula demissaria
Scopula demissaria là một loài bướm đêm trong họ Geometridae.